# Saula filicornis
Saula filicornis is een keversoort uit de familie zwamkevers (Endomychidae). De wetenschappelijke naam van de soort werd in 1923 gepubliceerd door Gilbert John Arrow.